# 古萊比耶

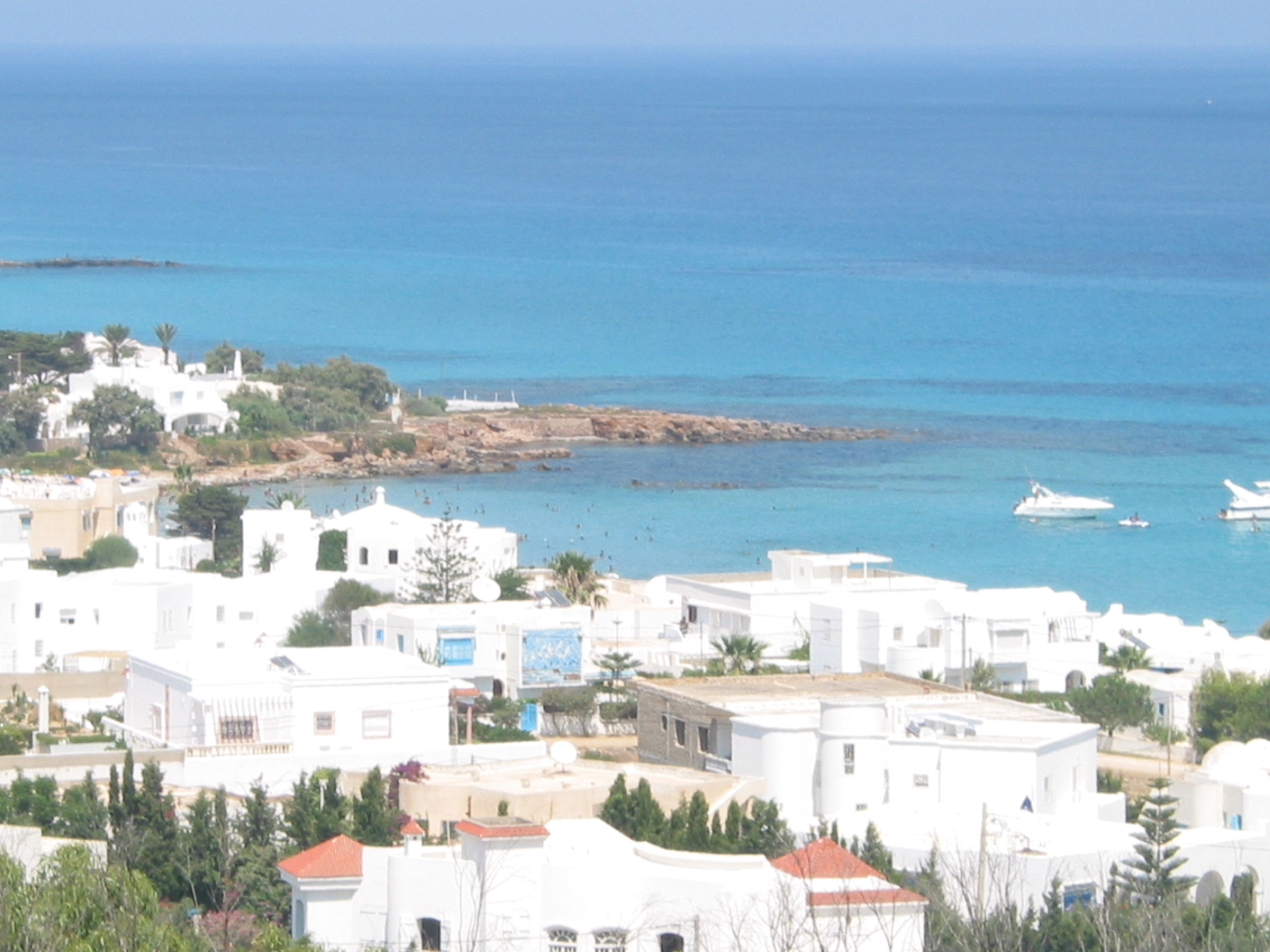

古萊比耶（阿拉伯语：‎ Qlībiyaⓘ）是突尼西亞的沿海城鎮，位於該國東北部，由納布勒省負責管轄，始建於公元前308年，每年平均降雨量529毫米，是熱門的旅遊地點，2014年人口58,524。

## 外部連結
- Kelibia.net - Kelibia city web portal（页面存档备份，存于）
- Lexicorient（页面存档备份，存于）